# مسجد شاهزاده (استانبول)

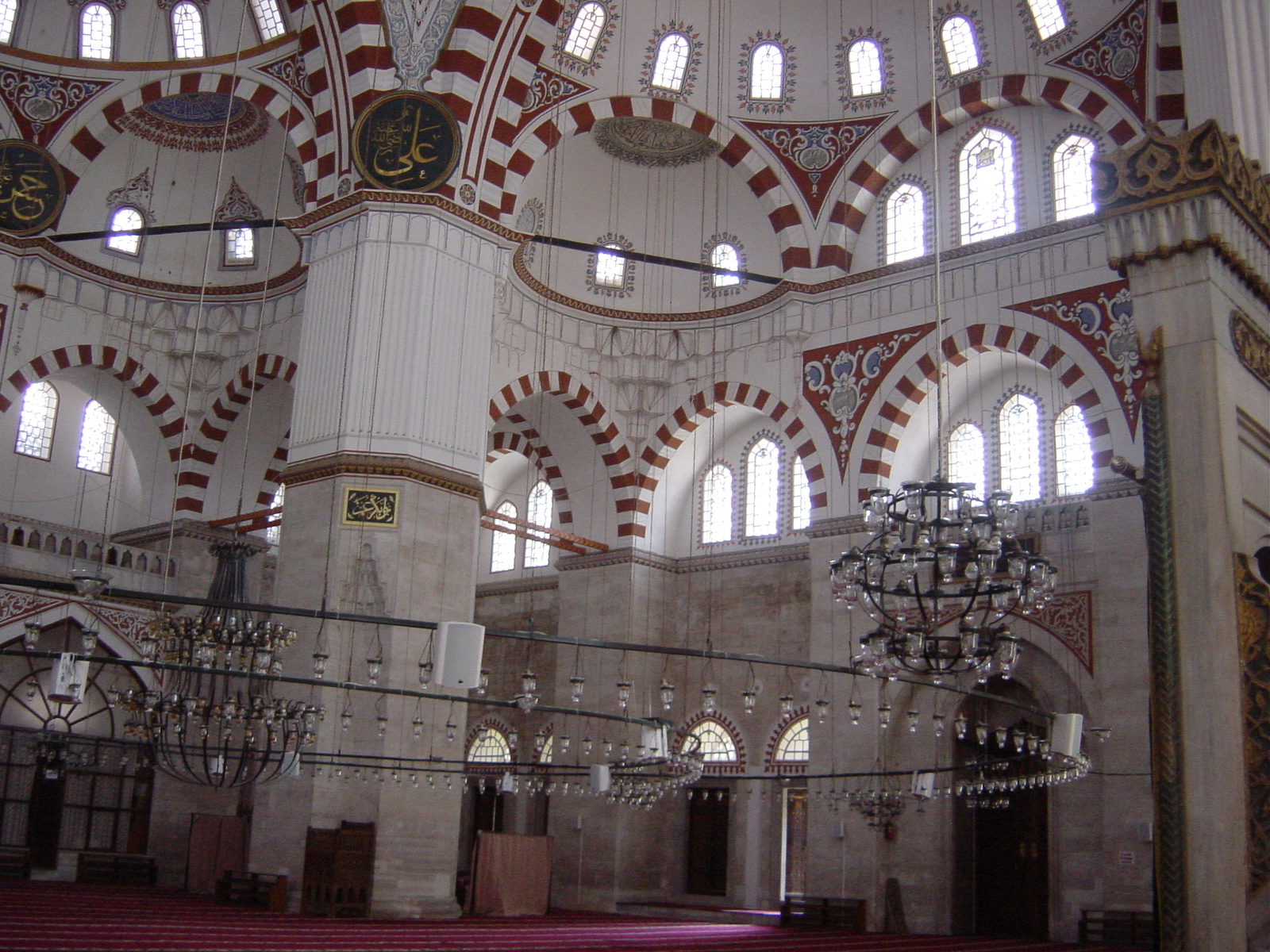
نمای داخلی مسجد شاهزاده

مسجد شاهزاده یا شهزاده یکی از مساجد شهر استانبول در ترکیه است.
سلطان سلیمان اول از معمار سینان می‌خواهد که به یاد فرزندش محمد که در سال ۱۵۴۳ درگذشته بود یک مسجد بسازد. ساخت این مسجد که در سال ۱۵۴۴ آغاز گردیده بود در سال ۱۵۴۸ به پایان رسیده‌است. این مسجد که در مرکز شهر واقع شده، در بین مدرسه‌ها مقبره‌ها و عمارت‌ها ساخته شده‌است. دو مناره آن از نظر معماری بی نظیر است بسیار جلب توجه می‌نماید. این ساختمان که از نظر ابعادی و خطوط زیبا با سایر مساجد متفاوت است اولین اثر مهم معمار سینان است. در اطراف آن مقبره‌های بسیاری وجود دارد.

## کتیبه پارسی
بالای درب ورودی این مسجد یک کتیبه پارسی در هفت بیت وجود دارد که در آن به زمان ساخت بنا نیز اشاره شده است:
كان خيرات شه سليمان خان / هست او پادشاه روی زمين
ساخت جامع بروج شهزاده /  خواند از آسمان ملک تحسين
اين بنا دلكشا و روشن شد / مثل فردوس و عدن و خلد برين
يافت اتمام در شريف ايام / شاد گشتند جمله اهل يقين
اول اين بنا در احدا شد ۹۵۱ / انتهايش بخمسه و خمسين ۹۵۵
ابتدا در ربيع الاول بود /  در رجب شد بنا تمام همين
گفت پير سخن باو تاريخ / معبد امت رسول مبين